# Ставище (притока Південного Бугу)
Ставище (Медведівка) — річка в Україні, у Вінницькому районі Вінницької області, ліва притока Південного Бугу (басейн Чорного моря). В польских географічних словниках також має назву Шкуруцянка.

## Опис
Довжина річки приблизно 5 км, площа басейну - 14,9 км². Формується з багатьох безіменних струмків.

## Розташування
Бере початок у величезних лісах, на південному заході від Сальника. Тече переважно на південний захід через село Медвідка (колишня назва Медведовка (рос.)), нижче якої на північному заході від Лаврівки впадає у річку Південний Буг за 598 км від його гирла.